# Albert Behn
Albert Behn (* 5. Mai 1884 in Woltersburg; † 3. Oktober 1969 in Hannover) war ein deutscher Unternehmer und Direktor der Brauerei Wülfel.

## Leben
Albert Behn wurde 1884 in Wolterburg geboren. Ab 1908 war er in Wülfel in der Brauerei Wülfel eG tätig.
Behn wirkte während der Weimarer Republik sowie zur Zeit des Nationalsozialismus und bis 1969 in der Brauerei Wülfel. Im Jahr 1934 übernahm der die Leitung der „Lagerbier-Brauerei Wülfel e.G.m.b.H.“ . Zu seinem 30. Dienstjubiläum als Direktor dieses Betriebes verlieh ihm der Genossenschaftsverband Schulze-Delitzsch am 1. April 1954 die Schulze-Delitzsch-Gedenkmünze in Gold. Damit wurde Behn der 14. Träger im Bundesgebiet des 1953 für besondere Verdienste um das gewerbliche Genossenschaftswesen gestifteten Auszeichnung.
Albert Behn tat sich als Förderer verschiedener Wülfeler Vereine hervor. Ihm zu Ehren verleiht die Schützengesellschaft Wülfel von 1896 e.V. laut ihrer Schießordnung jährlich die Ehrenscheibe Albert Behn.
Behn war zuletzt geschäftsführendes Vorstandsmitglied der Brauerei Wülfel eGmbH, Hannover-Wülfel. Er starb im Alter von 85 Jahren.

## Behnstraße

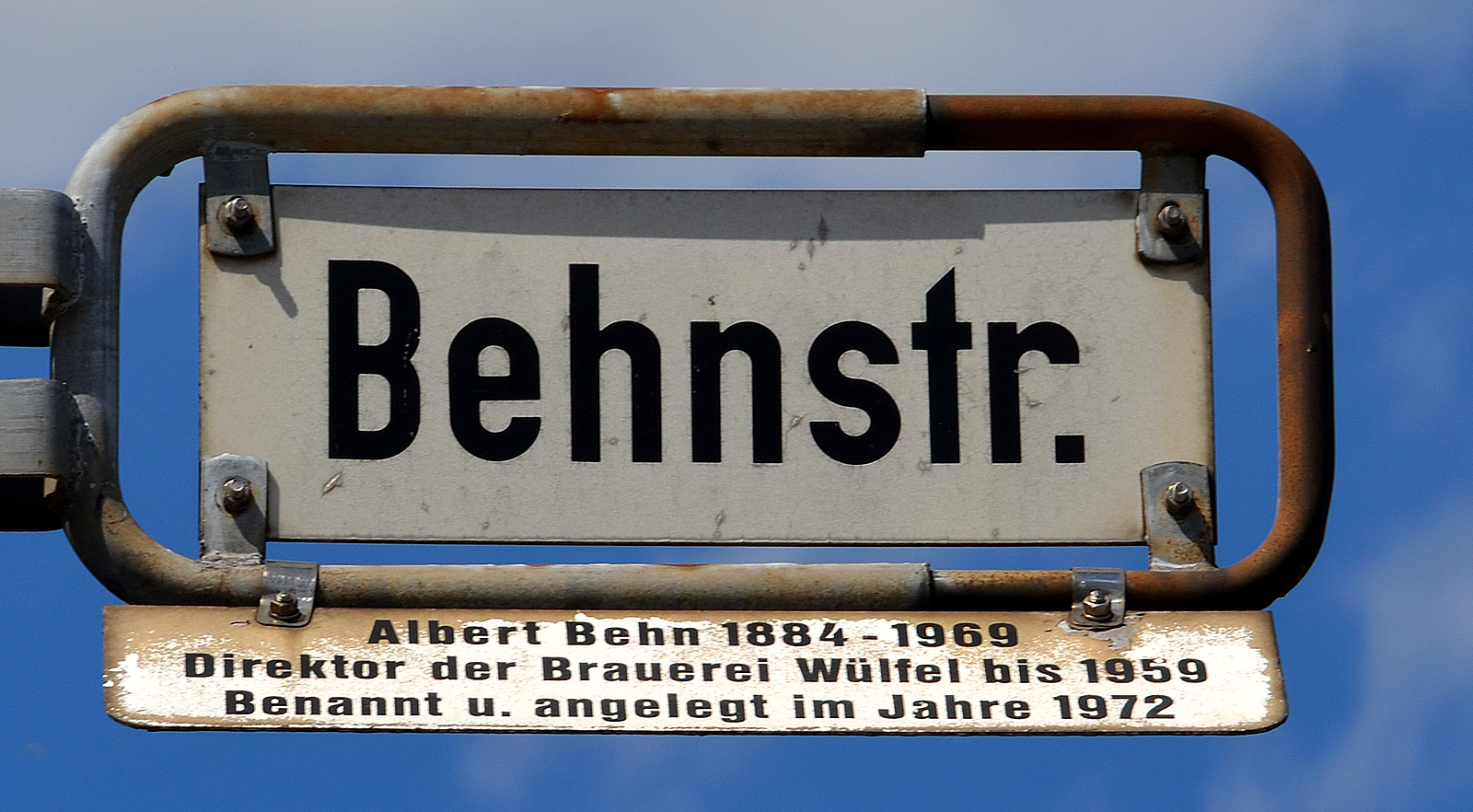
Straßenschild der Behnstraße mit gesonderter Legendentafel

Die 1972 im hannoverschen Stadtteil Wülfel angelegte Behnstraße ist nach ihm benannt.